# Encsi járás
Az Encsi járás Borsod-Abaúj-Zemplén vármegyéhez tartozó járás Magyarországon, amely 2013-ban jött létre. Székhelye Encs. Területe 379,09 km², népessége 21 562 fő, népsűrűsége 57 fő/km² volt a 2011. évi adatok szerint. Egy város (Encs) és 28 község tartozik hozzá, melyek mindegyike az Encsi kistérséghez tartozott 2012-ig.
Az Encsi járás a járások 1983-as megszüntetése előtt is létezett 1921 és 1938, majd 1945 és 1983 között.

## Települései
| Település         | Rang   | Népesség (2011. január 1.) | Terület (km²) |
| ----------------- | ------ | -------------------------- | ------------- |
| Encs              | város  | 6 197                      | 25,8          |
| Alsógagy          | község | 96                         | 6,28          |
| Baktakék          | község | 716                        | 18,85         |
| Beret             | község | 274                        | 6,82          |
| Büttös            | község | 174                        | 18,22         |
| Csenyéte          | község | 451                        | 10            |
| Csobád            | község | 680                        | 11,86         |
| Detek             | község | 279                        | 9,72          |
| Fancsal           | község | 301                        | 9,81          |
| Fáj               | község | 364                        | 19,32         |
| Felsőgagy         | község | 173                        | 14,47         |
| Forró             | község | 2 466                      | 19,03         |
| Fulókércs         | község | 400                        | 18,63         |
| Gagyapáti         | község | 13                         | 3,26          |
| Garadna           | község | 441                        | 9,78          |
| Hernádpetri       | község | 254                        | 17,11         |
| Hernádszentandrás | község | 465                        | 7,04          |
| Hernádvécse       | község | 1 001                      | 16,94         |
| Ináncs            | község | 1 268                      | 10,98         |
| Kány              | község | 59                         | 9,25          |
| Keresztéte        | község | 70                         | 4,01          |
| Krasznokvajda     | község | 441                        | 11,44         |
| Litka             | község | 49                         | 6,7           |
| Méra              | község | 1 754                      | 15,11         |
| Novajidrány       | község | 1 398                      | 14,35         |
| Perecse           | község | 40                         | 12,57         |
| Pusztaradvány     | község | 257                        | 7,18          |
| Szalaszend        | község | 1 108                      | 18,26         |
| Szemere           | község | 373                        | 26,3          |

## Története
Az Encsi járás első ízben a trianoni békeszerződést követően jött létre, ekkor lett Encs először járási székhely, mivel a térség hagyományos központjai (Kassa és Szepsi) az országhatáron túlra kerültek. 1938-ban, amikor az említett települések ismét magyar uralom alá kerültek, az Encsi járás megszűnt. 1945-ben, az országhatárok visszaállítását követően ismét megalakították, és ezután 1983-ig folyamatosan fennállt, miközben területe jelentősen meg is nagyobbodott. 1962-től az egykori Abaúj vármegye Magyarországhoz tartozó területének nagy részét magába foglalta, miután megszűnt a szomszédos Abaújszántói és Szikszói járás. Ekkor már az ország legnagyobb területű járásai közé tartozott.
1984-től, a járások megszűnésekor Encs város lett, az addigi Encsi járás pedig (Szikszó kivételével) lényegében átalakult az Encsi városkörnyékké. 1994 és 2012 között, a kistérségek fennállása alatt Encs mindvégig kistérségi központ volt, de a hozzá tartozó terület kisebb volt, mint a járás területe 1983-ban.
A 2013-tól az Encsi járáshoz tartozó települések 2012-ig valamennyien az Encsi kistérséghez tartoztak, viszont a megszűnő Encsi kistérség települései közül kettő (Pamlény, Szászfa) a Szikszói járáshoz, öt (Abaújalpár, Abaújkér, Gibárt, Hernádbűd, Pere) pedig a Gönci járáshoz került.

### Történeti adatai
1983-as megszűnése előtt területe 1431,75 km², népessége pedig mintegy 58 ezer fő volt.